# Llano Grande de Milpillas Chico
Llano Grande de Milpillas Chico är en ort i Mexiko.   Den ligger i kommunen Pueblo Nuevo och delstaten Durango, i den centrala delen av landet, 700 km nordväst om huvudstaden Mexico City. Llano Grande de Milpillas Chico ligger 2 176 meter över havet och antalet invånare är 627.
Terrängen runt Llano Grande de Milpillas Chico är kuperad, och sluttar västerut. Runt Llano Grande de Milpillas Chico är det mycket glesbefolkat, med 6 invånare per kvadratkilometer. Llano Grande de Milpillas Chico är det största samhället i trakten. I omgivningarna runt Llano Grande de Milpillas Chico växer huvudsakligen savannskog.